# Dogbo (Bénin)
Pour les articles homonymes, voir Dogbo (homonymie).
 (avril 2010).
Si vous disposez d'ouvrages ou d'articles de référence ou si vous connaissez des sites web de qualité traitant du thème abordé ici, merci de compléter l'article en donnant les références utiles à sa vérifiabilité et en les liant à la section « Notes et références ».
Dogbo (Dogbo-Tota) est une commune du département du Couffo, au Bénin.
Dogbo est située sur la route qui relie Lokossa à Aplahoué, elle est donc traversée par le "bitume".
Les principales activités professionnelles à Dogbo sont la culture et le commerce. Un marché est organisé tous les quatre jours, il débute vers 12H00 et se termine tard dans la nuit.
Il y a deux hôpitaux à Dogbo : l'hôpital de zone public et l'hôpital confessionnel Saint Camille.

## Situation géographique et administrative
La commune de Dogbo est située au sud ouest de la République du Bénin, au sud du département du Couffo.Elle est limitée comme suit :
- Au nord par les communes de Lalo, Toviklin et Djakotomey,
- Au sud par les communes de Lokossa et Bopa,
- À l’est par le département de l'Atlantique,
- À l’ouest par le Togo.

Elle s’étend sur une superficie de 375 km2 environ et fait partie de la zone géographiquement homogène dénommée « plateau Adja » avec une altitude moyenne de 80 mètres.
Elle jouit d’un climat de type subéquatorial caractérisé par de faibles écarts de température (27° en moyenne), des précipitations annuelles fluctuant autour de 1 100 mm réparties sur quatre saisons :
- Une grande saison pluvieuse de mars à juillet ;
- Une petite saison sèche d’août à septembre ;
- Une petite saison pluvieuse de septembre à novembre ;
- Une grande saison sèche de décembre à février.

|      | Lalo, Toviklin et Djakotomey |  |
| Togo | Dogbo                        |  |
|      | Lokossa,Bopa                 |  |

## Démographie et organisation sociale
Lors du recensement de 2013 (RGPH-4), la commune comptait 103 057 habitants.
La population de Dogbo était estimée en 2006 à 76942 habitants (contre 63722 en 1992) pour une densité de 161,6 habitants au km². La population est majoritairement constituée d’Adja (93 %) originaires de Tado (Togo). On rencontre également quelques ethnies minoritaires (Sahoué, Kotafon, Fons, Minas, Haoussas, Nagots, Baribas, Dendi).
L’organisation sociale est marquée par deux situations alarmantes :
- D’une part un fossé socio-économique entre une population nantie et des démunis qui ne possèdent pas assez de terres pour nourrir leur famille. Ces derniers sont soumis au système de métayage ou bien sont ouvriers agricoles auprès de la première classe sociale.
- D’autre part une inégalité hommes/femmes : à savoir une soumission des femmes parfois privées de liberté. Cette situation est en partie due à l’organisation polygame d’une grande partie de la société traditionnelle.

## Activités économiques
L’agriculture est la principale activité exercée par les populations de Dogbo. Elle est de type traditionnel essentiellement orientée vers la production vivrière : le maïs reste donc la principale culture. Elle se pratique généralement sans apport de produit chimique ou organique (quoique certains écrasent des piles usagées pour en faire des engrais) et les équipements agricoles sont rudimentaires (la machette et la bêche). Les autres cultures sont la tomate, le manioc, le niébé, l’arachide et le haricot. Celles-ci sont souvent réalisées en association avec le palmier à huile. Malheureusement la succession maïs-maïs continue d’être pratiquée et contribue à l’épuisement des sols de la zone.
Les activités para agricoles sont essentiellement liées à la transformation de ces productions :
- préparation du Sodabi (eau de vie de palme), c’est une activité masculine ;
- préparation d’aliments : l’Akassa (pâte de maïs), les beignets d’arachide, de gari, d’huile de palme et de palmiste, de haricots. C’est une activité féminine.

En dehors de l’agriculture, on trouve à Dogbo les activités artisanales suivantes : petits commerces diversifiés, menuiserie, vannerie, poterie, couture, tressage des nattes et coiffure, etc.

## Contexte environnemental

### Problèmes environnementaux
L’analyse de la situation actuelle des ressources naturelles a permis d’identifier les problèmes environnementaux majeurs qui minent le développement de la sous préfecture de Dogbo. Ils ont en effet un impact négatif :
- sur la biodiversité (disparition quasi complète des savanes arbustives),
- sur la stabilité de l’environnement (accentuation de l’érosion),
- sur la population (santé, revenus, équité, sécurité).

Ces problèmes pourraient avoir des répercussions futures :
- régression de la production de vivriers et de palmiers à huile,
- baisse de fertilité des terres,
- crise de l’élevage pastoral (ruminants et porcins),
- raréfaction du bois d’œuvre et de chauffe,
- dégradation du cadre de vie.

### Potentialités et opportunités environnementales
Malgré tous les problèmes cités au chapitre précédent, Dogbo présente un potentiel important qui nécessite des mesures appropriées pour être mis en valeur et permettre une exploitation profitable et équitable :
- Des gisements de gravillons et d’argile,
- Des ressources en eau (bas fonds).

## Contexte économique

### Problèmes économiques
Le revenu moyen des ménages de Dogbo est dérisoire. Cette situation est due aux principaux problèmes économiques présents :
- la non-utilisation des techniques d’agricultures intensives,
- le faible niveau d’organisation des filières vivrières et non agricoles,
- une faible capacité à entreprendre (notamment chez les jeunes),
- l’absence d’appui technique aux femmes dans les secteurs post récolte : stockage, transformation et commercialisation.

### Potentialités et opportunités économiques
La quasi-totalité des potentialités environnementales, si elles étaient mises en valeur, constitueraient des potentialités économiques. Ces potentialités sont les suivantes :
- les filières agricoles porteuses,
- un potentiel touristique,
- le marché de Dogbo qui a lieu tous les quatre jours,
- l’intérêt des institutions nationales et internationales pour l’économie locale,
- un contexte favorable pour la création d’entreprise (en raison de l’espace vacant).

### Potentialités touristiques
Peu mises en valeur, il existe néanmoins des centres d’intérêt autour de Dogbo :

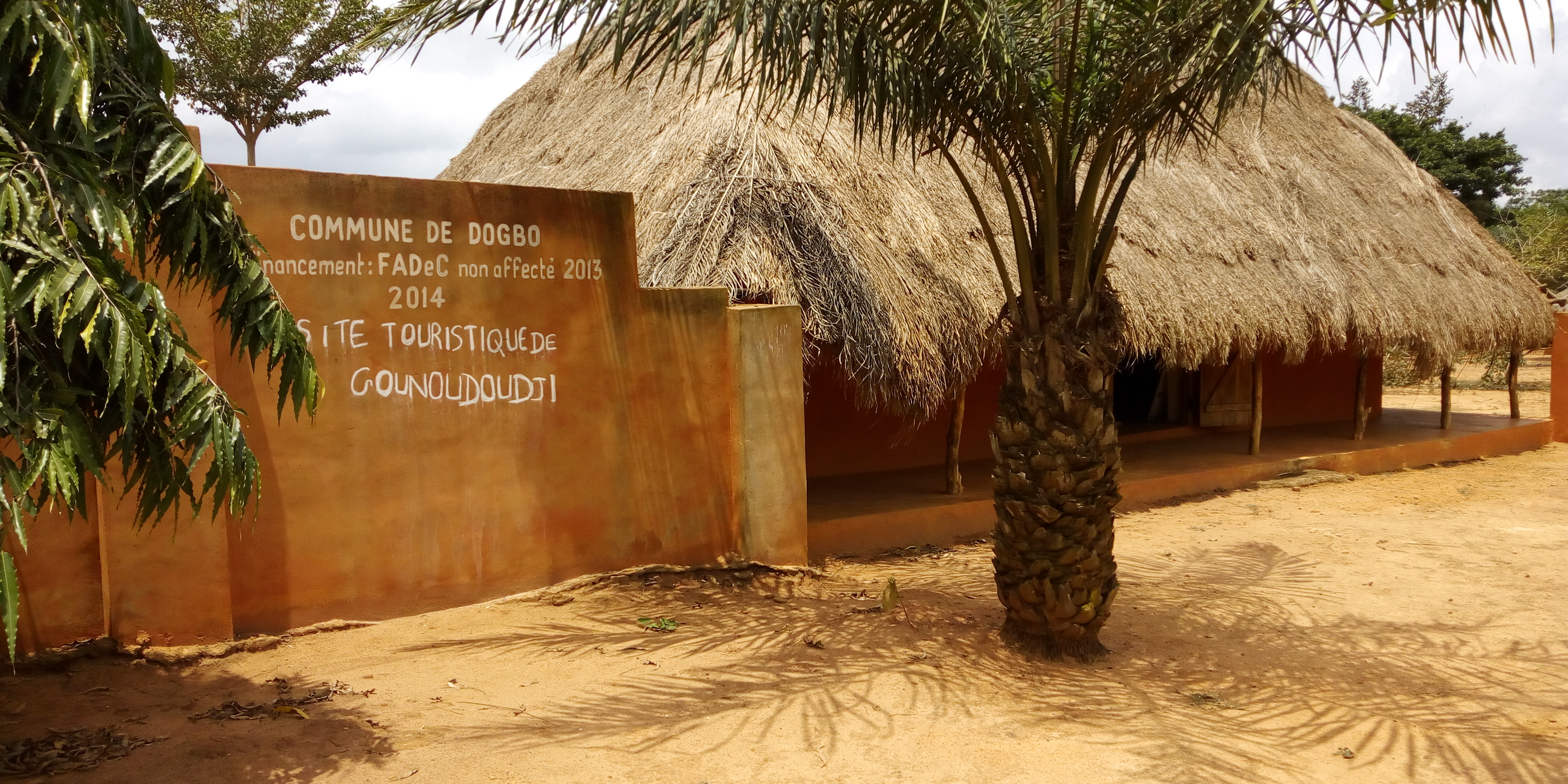
Entrée du site historique des hommes à queue de Goundoudji.

- la forêt sacrée de Dogbo Ahomey (sur 2 Ha),
- le site des hommes à queue de Goundoudji[2],[3]
- le folklore local (c’est la fête un soir sur deux à Dogbo !),
- les puits artésiens,
- les hippopotames du fleuve Mono et du lac Tobadji,
- le centre de vannerie et de poterie d’Agnavo,
- le périmètre rizicole autour de Dévé,
- les étangs piscicoles d’Agbédranfo.

## Contexte socio-institutionnel
Pour viser un développement durable, un cadre socio institutionnel et culturel favorable est nécessaire : c’est un des problèmes de la commune de Dogbo.

### Problèmes socio-institutionnels
Les problèmes principaux sont :
- les nombreux conflits financiers,
- les difficultés d’accès à l’eau potable,
- l’offre insuffisante en matière de santé primaire, ainsi que le faible taux de fréquentation des centres de santé,
- le manque d’éducation et d’alphabétisation,
- les difficultés d’accès au crédit, notamment pour les femmes. La persistance du système de tontine (alternative au système bancaire),
- la difficulté de coordination des actions d’aide au développement,
- une poussée démographique forte, une offre en matière de logements plutôt faible.

### Potentialités socio-institutionnelles
Il existe déjà une organisation de la société civile à Dogbo :
- une mairie pourvue de services techniques spécifiques, une répartition en arrondissements (Tota, Ayomi, Madjré, Lokogohoué, Honton, Dévé, Totchagni). La "ville" Dogbo est représentée par l'arrondissement de Tota.
- des ONG locales,
- des ONG internationales,
- des organisations paysannes,
- des institutions financières locales.

## Galeries

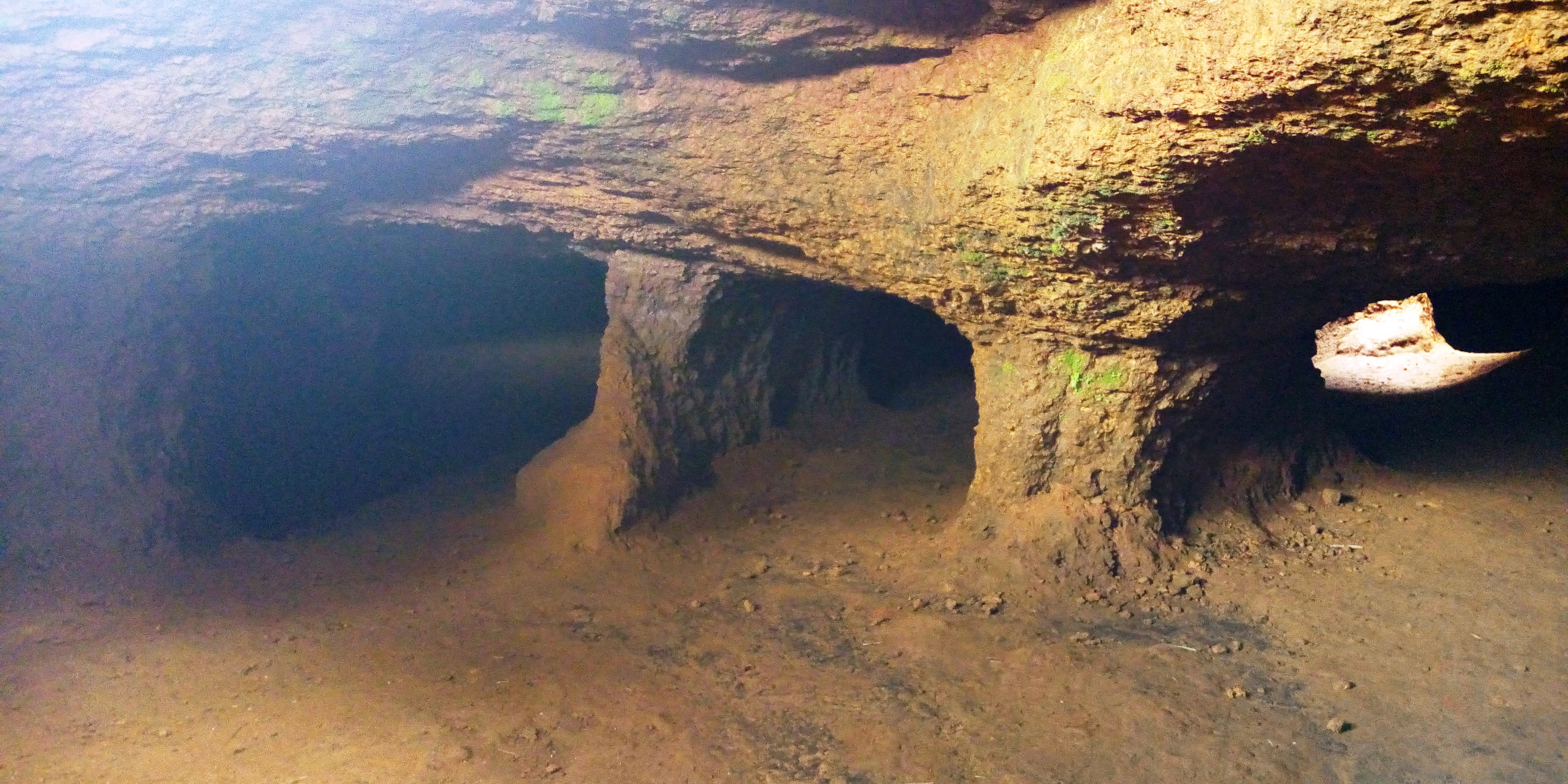
galerie souterraine à Dogbo

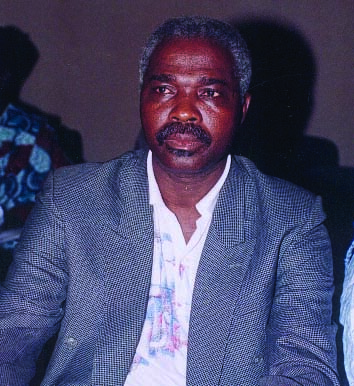
Paul K. Akakpo, ancien maire de Dogbo